# Al-Ahli SC Wad Medani
|  | Aquest article tracta sobre el club de futbol de Wad Medani (Sudan). Vegeu-ne altres significats a «Al-Ahli». |

L'Al-Ahli SC Wad Medani (àrab: النادي الأهلي الرياضي, an-Nādī al-Ahlī ar-Riyāḍī, ‘Club Esportiu Nacional', o أهلي ود مدني, Ahlī Wad Madanī, ‘el Nacional de Wad Medani’) és un club de futbol sudanès de la ciutat de Wad Medani.

## Achievement
- Lliga sudanesa de futbol[2]
  - Finalista: 1970, 1982
- Copa sudanesa de futbol[3]
  - Finalista: 2000